# Пол Робсън
Пол Лѝрой Ро̀бсън (на английски: Paul Leroy Robeson, [pɔl ˈliːˌɹɔɪ ˈroʊbsən]) е американски певец, общественик, актьор и състезател по американски футбол.
Роден е на 9 април 1898 година в Принстън, щата Ню Джърси, в афроамериканско семейство на презвитериански свещеник и учителка квакерка. Завършва Рътгърския университет и право в Колумбийския университет, състезавайки се в Националната футболна лига. След това става актьор и играе активна роля в Харлемския ренесанс през 20-те години, след това се утвърждава като актьор и певец във Великобритания. Там се свързва с крайната левица, посещава и Съветския съюз и оставя сина си да учи там за няколко години. В периода на Маккартизма връзките му със Съветския съюз довеждат до отнемане на паспорта му и е принуден да прекрати концертната си дейност в Европа. През 1952 година получава Сталинска награда за мир.
Пол Робсън умира от инсулт на 23 януари 1976 година във Филаделфия.